# Концерн
Конце́рн (нем. der Konzern — интерес, участие) — финансово-промышленная группа компаний разных отраслей промышленности, что и отличает её от других форм объединений. Например, концерн Volkswagen включает в себя предприятия автомобильной, электронной, судостроительной и прочих отраслей промышленности. Типичным является сохранение юридической и хозяйственной самостоятельности участников, но с учётом координации со стороны доминирующих финансовых структур. Обычно участники концернов объединяют не только экономический потенциал, но и усилия в рыночной стратегии. Основным преимуществом концерна является концентрация финансовых и других ресурсов.

## Определение
Согласно БСЭ концерн — это форма монополистического объединения на основе единой собственности и контроля.
Согласно БРЭ концерн — это форма организационно-экономического объединения предприятий на основе общих собственников, интересов, договоров, совместной деятельности.

## История
Термин «концерн» заимствован из немецкого языка (куда пришёл из английского, а начало берёт от латинского «concernere» — смешивать) и тесно связан с историей развития экономики Германии и особенностями немецкого законодательства. Однако ошибочно думать, что именно там появились первые концерны. Считается, что первый концерн в мире и прообраз будущих конгломератов создал во Флоренции Козимо Медичи. Группа его компаний ещё в начале XV века имела представительства в том числе в Исландии и в Африке, отправляла сотрудников и транспортировала товары из Азии по Великому шёлковому пути, включала в себя банки и торговые дома. Само понятие концерна возникло только через несколько сотен лет. Сначала возникли похожие на современные биржи (хотя прообразы существовали с 1351 года в Венеции, первая биржа открылась в Амстердаме в 1602 году), потом с развитием индустриализации активизировалась банковская деятельность и частные предприятия стали объединяться в группы, концерны и конгломераты.
Большую роль в становлении современных концернов сыграла динамика финансовых рынков 1960-х годов, с типично чередующимися спадами и подъёмами. Это позволило конгломератам скупать компании по заниженным ценам на займы в банках, показывать хороший возврат с инвестиций, получать ещё бо́льшие кредиты и использовать финансовые рычаги, таким образом, создавая цепную реакцию. Так возникли или получили сильное развитие американский General Electric, немецкий Siemens, японская Mitsubishi.
В русском языке слово концерн чаще всего применяется по отношению к мультинациональным финансово-промышленным группам Европы, например Siemens, ThyssenKrupp, Volkswagen, Dräger. Тогда как по отношению к американским образованиям обычно употребляется термин «группа корпораций», «финансовая группа» или ФПГ.
В СССР концерны появились вновь в 1988 году — Энергомаш, Технохим, Электроприбор, Мосавтогазсервис.

## Виды концернов
В зависимости от интеграционных связей между предприятиями различают следующие виды концернов:
- вертикальные концерны (объединения фирм, охватывающие весь цикл от закупки материалов через изготовление до сбыта одного определённого вида продукции — например, Volkswagen AG, объединяющий все аспекты автопроизводства);
- горизонтальные концерны (объединения фирм с различной клиентурой, например объединение пивоварен с различными сортами пива);
- смешанные концерны (конгломераты).